# Moira Harris
Moira Harris (ur. 20 lipca 1954 roku w Pontiac w stanie Illinois) – amerykańska aktorka. Ukończyła Illinois State University w Normal.

## Życie prywatne
Jej mężem jest aktor Gary Sinise. Ma z nim trójkę dzieci.

## Filmografia
- 1986: Psychopata (The Fantasist) jako Patricia Teeling
- 1986: Welcome Home, Bobby jako Ann Marie
- 1988: Witaj w domu (Miles from Home) jako dziewczyna Franka
- 1992: Myszy i ludzie (Of Mice and Men) jako dziewczyna w czerwonej sukience
- 1993: Pomiędzy miłością a nienawiścią (Between Love and Hate) jako Katherine Templeton
- 1995: Trzy życzenia (Three Wishes) jako Katherine Holman
- 1995: Niezwykła Opowieść (Tall Tale) jako Sarah Hackett
- 1997: Incydent (Breakdown) jako Arleen Barr
- 1998: Diabelna taksówka (Chicago Cab) jako religijna matka
- 2003: Terminator 3: Bunt Maszyn (Terminator 3: Rise of the Machines) jako Betsy